# Electrodiàlisi inversa
La Electrodiàlisi inversa és l'energia blava  obtinguda de la diferència en la concentració de sal entre l'aigua de mar i l'aigua de riu. Un mètode per utilitzar l'energia produïda per aquest procés mitjançant un motor de combustió va ser inventat pel Prof. Sidney Loeb el 1977 --Patent d'EEUU número 4171409
En l'electrodiàlisi inversa solucions d'aigua salada i aigua dolça es fan passar a través d'un seguit de membranes d'intercanvi de cations i anions alternades. La diferència potencial química entre l'aigua salada i l'aigua dolça genera un voltatge sobre cada membrana i el potencial total del sistema és la suma de les diferències potencials de totes les membranes. És important recordar que el procés funciona per la diferència en la concentració d'ions enlloc de amb un camp elèctric, cosa que te implicacions pel tipu de membrana que es necessita.
Un mòdul amb una capacitat de 250 kW té la mida d'un contenidor de transport.
Als Països Baixos, per exemple, més de 3.300 m³ d'aigua dolça arriben al mar cada segon. La membrana divideix les diferències de pressió, cosa que resulta en una columna d'aigua d'aproximadament 135 metres. El potencial d'energia és doncs:
e = mgΔh = 3,3·10⁶ kg/s · 10 m/s² · 135 metres aprox. = 4,5·10⁹ Joules per segon, Potència = 4,5 gigawatts.

## Desenvolupament
El 2006 una planta de 50kW va ser construïda en un lloc de proves costaner a Harlingen, Països Baixos, per prevenir la bioincrustació als ànodes, càtodes i les membranes i incrementar el rendiment de les membranes. El 2007 el Directorat per les Obres Públiques i Administració de l'Aigua, Redstack, i l'ENECO va signar una declaratió d'intent pel desenvolupament d'una planta pilot al dic d'Afsluitdijk als Països Baixos. La planta va ser posada en servei el 26 de novembre de 2014 i produeix 50 kW d'electricitat per mostrar la viabilitat tècnica en condicions reals utilitzant aigua dolça d'IJsselmeer i aigua salada del mar de Wadden. Teòricament, amb 1 m³/s d'aigua de riu i una quantitat igual d'aigua de mar, aproximadament 1 MW d'electricitat renovable pot ser produïda en aquesta ubicació ampliant l'escala de la planta. S'espera que després d'aquesta fase la instal·lació podria ser expandida fins a una capacitat final de 200 MW.